# Kizhi Pogost
Kizhi Pogost (en ruso: Ки́жский пого́ст) es un conjunto arquitectónico histórico que data del siglo XVII en la isla de Kíji. La isla se encuentra en el lago Onega en la República de Carelia, Rusia. El pogost es el área dentro de una valla que incluye dos grandes iglesias de madera del rito ortodoxo (la Iglesia de la Transfiguración, de 22 bóvedas, y la Iglesia de la Intercesión, de 9 cúpulas) y un campanario. El pogost es famoso por su belleza y longevidad, a pesar de que está construido exclusivamente de madera. En 1990, fue incluido en la lista de la UNESCO de sitios del patrimonio mundial y en 1993 se enumeró como sitio del patrimonio cultural ruso.
Como señala este organismo internacional, el recinto de Kizhi «se encuentra en una de las muchas islas del lago Onega, en Carelia. Pueden verse en él dos iglesias de madera del siglo XVII y un campanario octogonal, también de madera y construido en 1862. Estas inusuales construcciones, en la que los carpinteros crearon una audaz arquitectura visionaria, perpetúan un antiguo modelo de espacio parroquial y están en armonía con el paisaje que las rodea».

## Historia
Según dice una leyenda, la Iglesia de la Transfiguración fue construida por el maestro carpintero Néstor utilizando una sola hacha, herramienta que luego lanzó simbólicamente al lago Onega mientras pronunciaba las palabras "No la hubo, y no habrá otra iglesia como esta". Actualmente, es uno de los destinos turísticos más populares de Rusia, pues reúne un conjunto fabuloso de iglesias, capillas y casas construidas con madera encastrada.

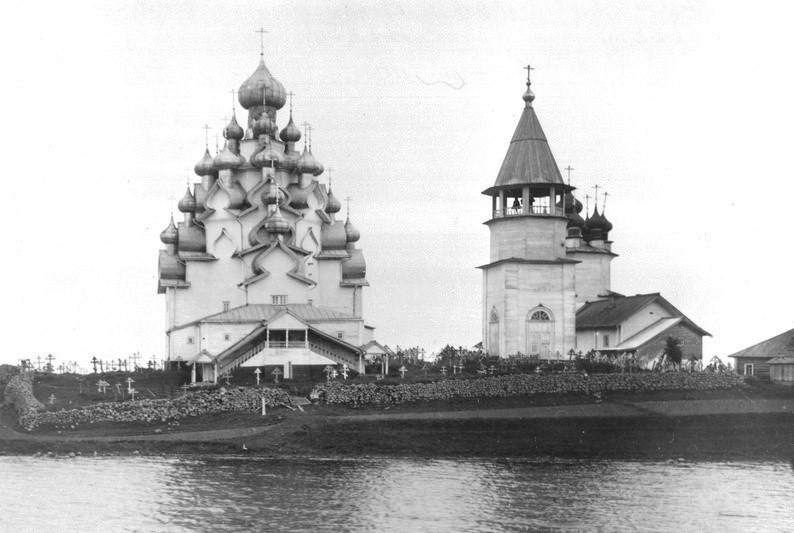
Kizhi Pogost en 1916.

Kizhi tiene una longitud de 7 kilómetros y mide 500 metros de ancho. Se encuentra rodeada aproximadamente por 5.000 islas, las cuales en su mayoría son pequeñas (algunas tienen un diámetro de tan sólo 2 metros, sin embargo, otras alcanzan una longitud de 35 kilómetros). El pogost de Kizhi es un asentamiento que unificó a más de 100 pueblos en el siglo XVI.
La edificación más importante de la isla es la Iglesia de la Transfiguración, la cual fue terminada de construir en 1722; cuenta con 22 cúpulas encastradas y con un hermoso iconostasio. Al lado de esta se encuentra la iglesia de la Intercesión (9 cúpulas) construida en 1764 y una torre con un enorme reloj en forma octagonal (1874). Sin embargo, lo más asombroso de estas edificaciones es que fueron erigidas sin utilizar un solo clavo.
En el año 1960 las autoridades soviéticas crearon un museo de arquitectura de madera rusa en la isla de Kizhi e instalaron otras edificaciones que trasladaron desde diversas partes de Carelia. Una de esas edificaciones fue la iglesia de Lázaro que data del siglo XIV. Dicho monumento es la iglesia de madera más antigua de Rusia y fue transportada desde el Monasterio de Múromsky. Otras muestras de la arquitectura de madera rusa se pueden encontrar en Kondopoga y Kem.

## Imágenes

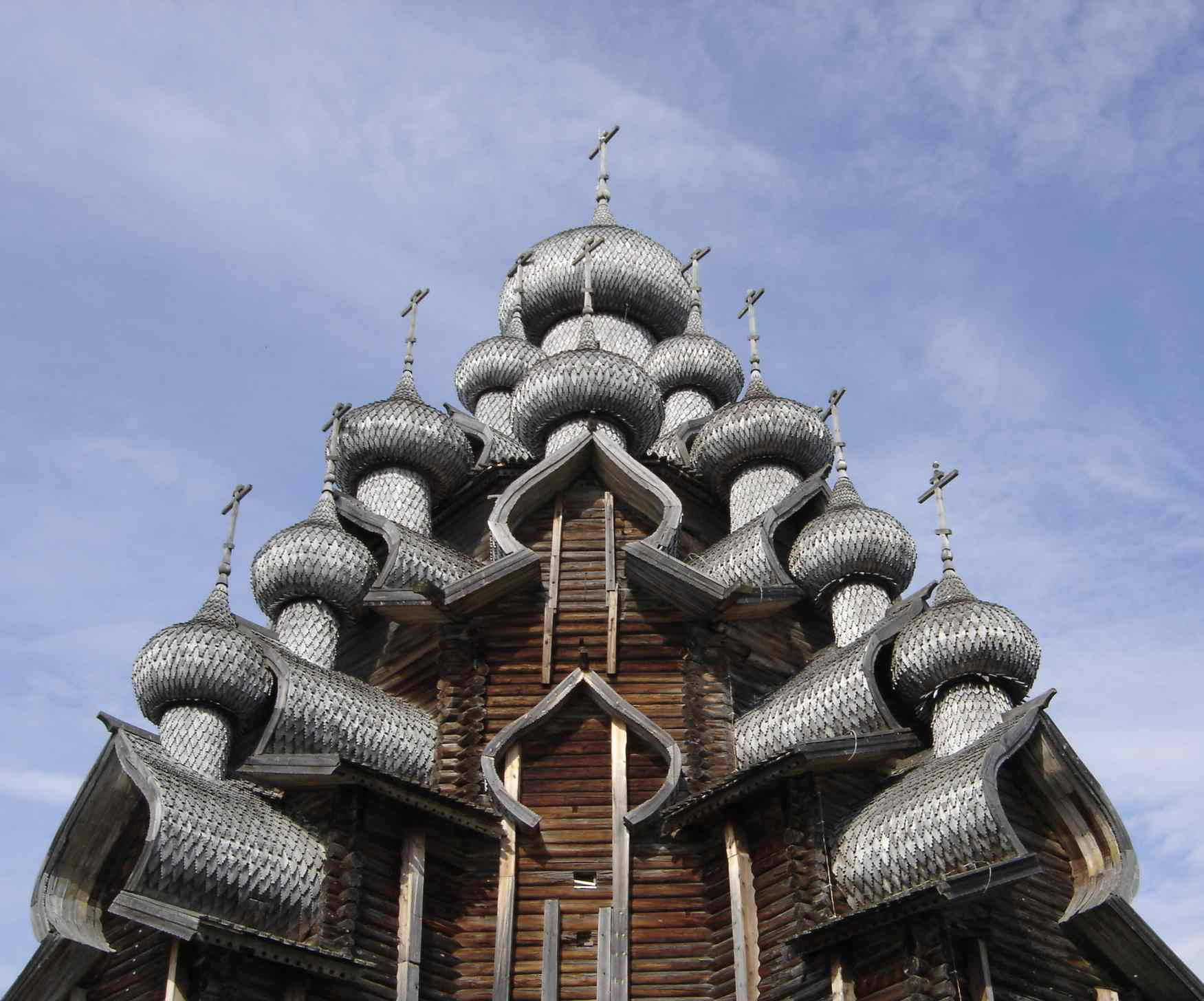
Iglesia de la Transfiguración.
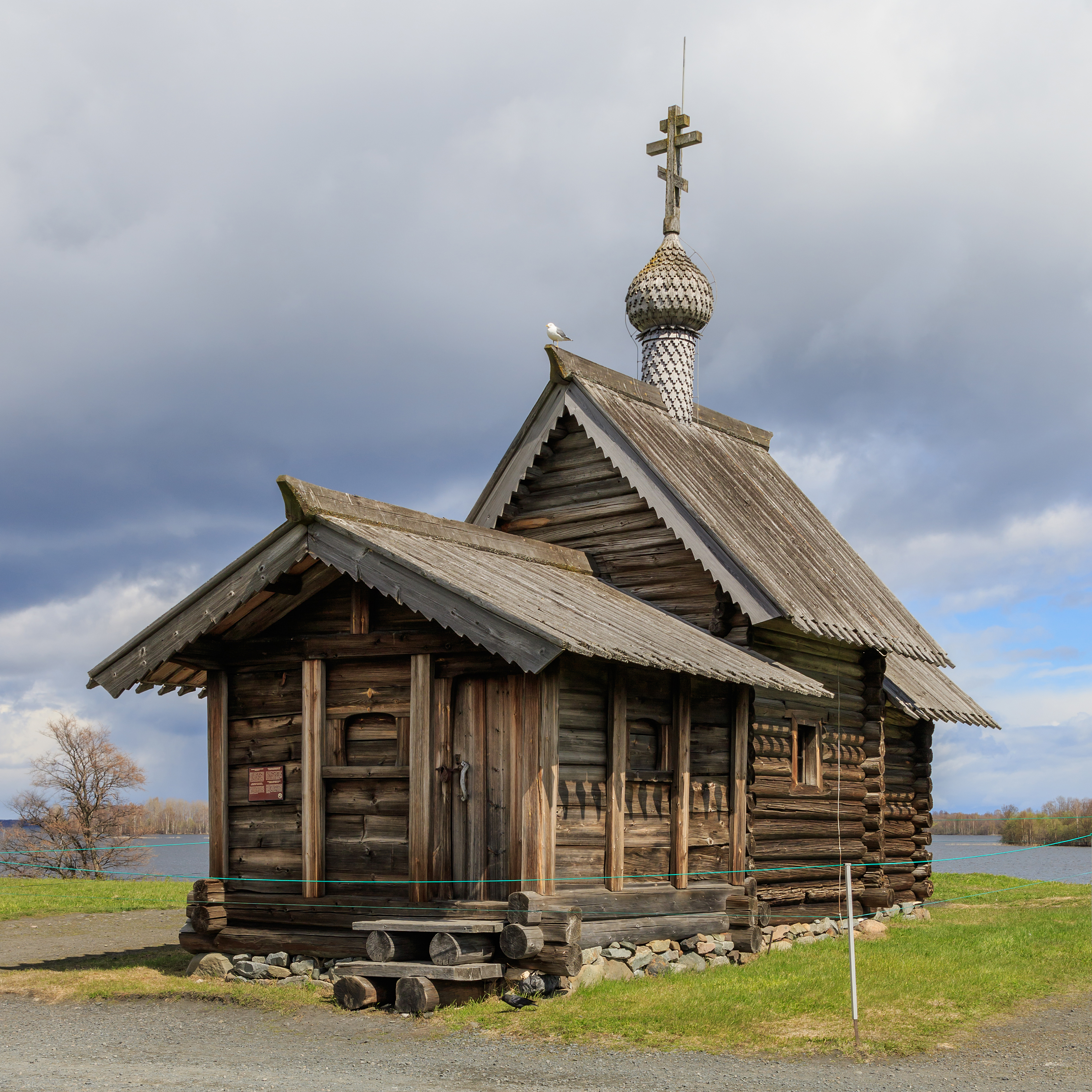
Iglesia de San Lázaro.
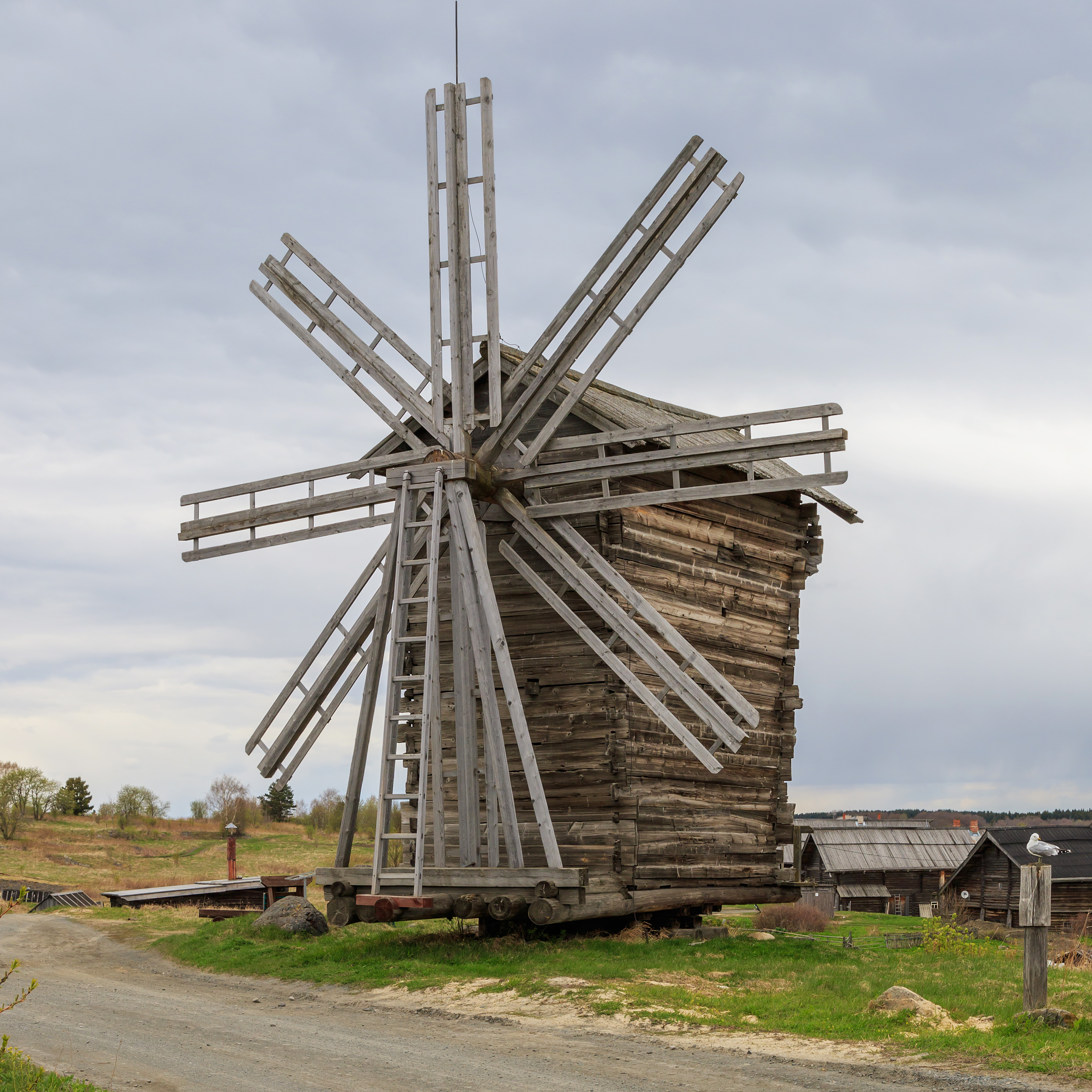
Molino de viento.
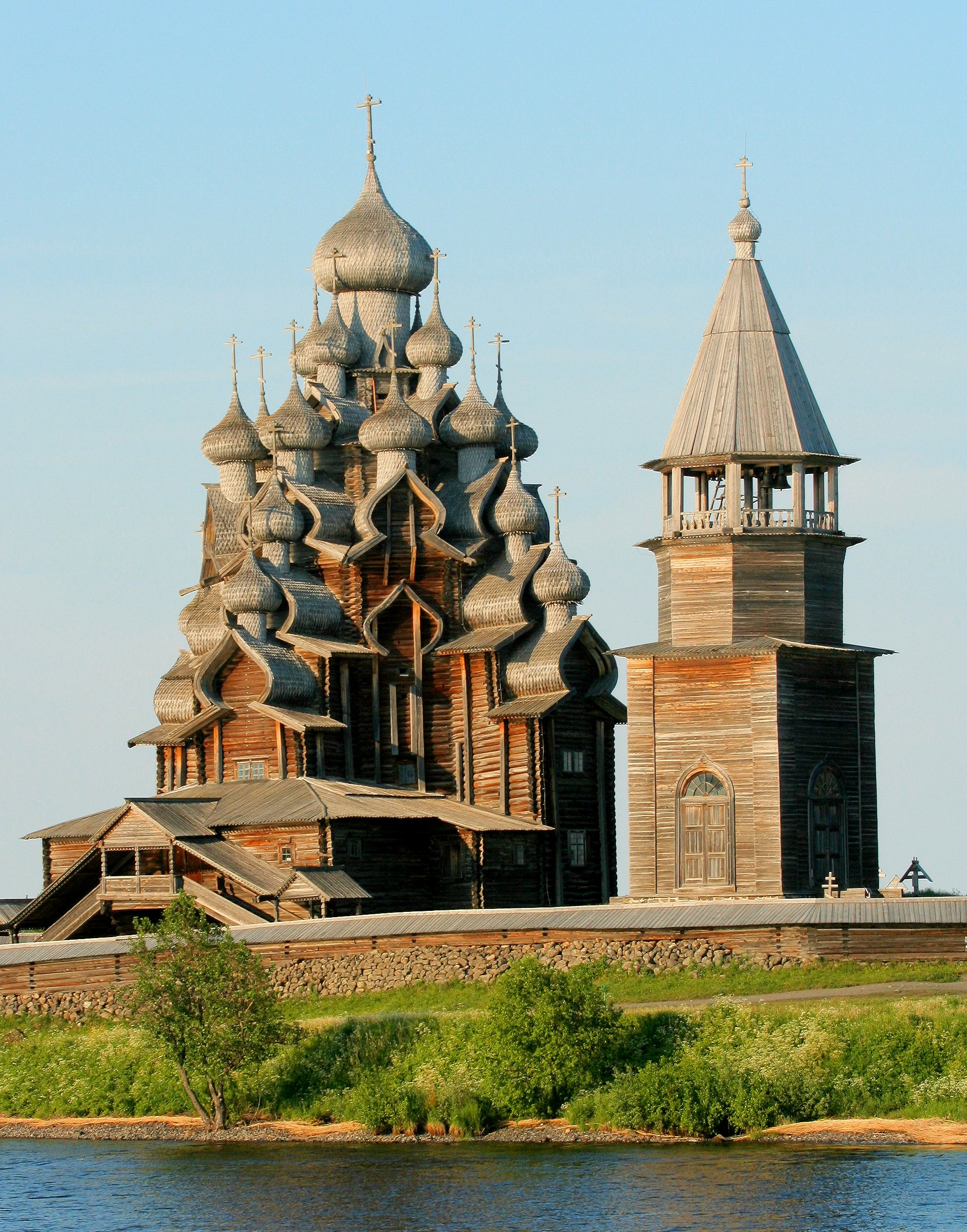
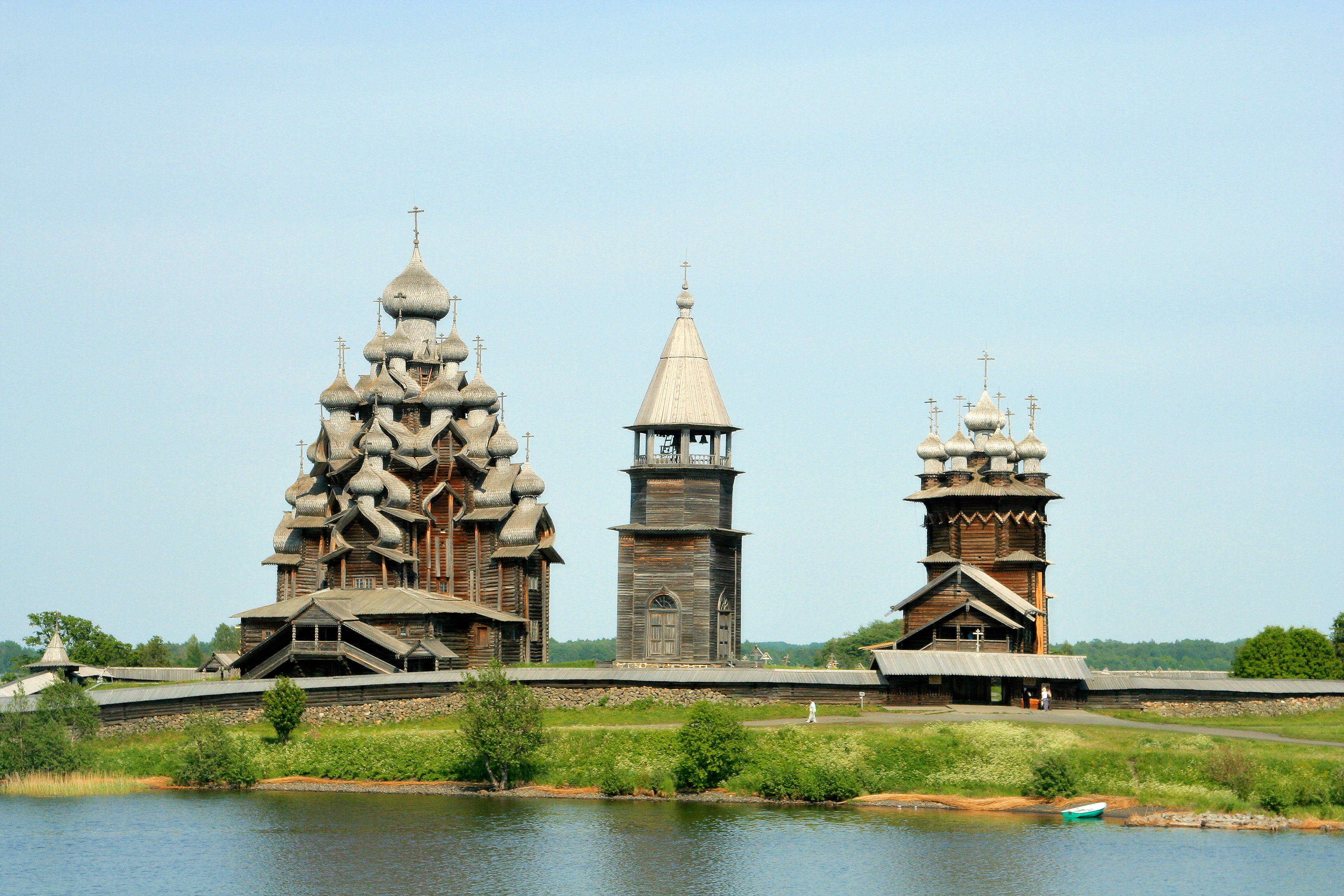
Vista de Kizhi.
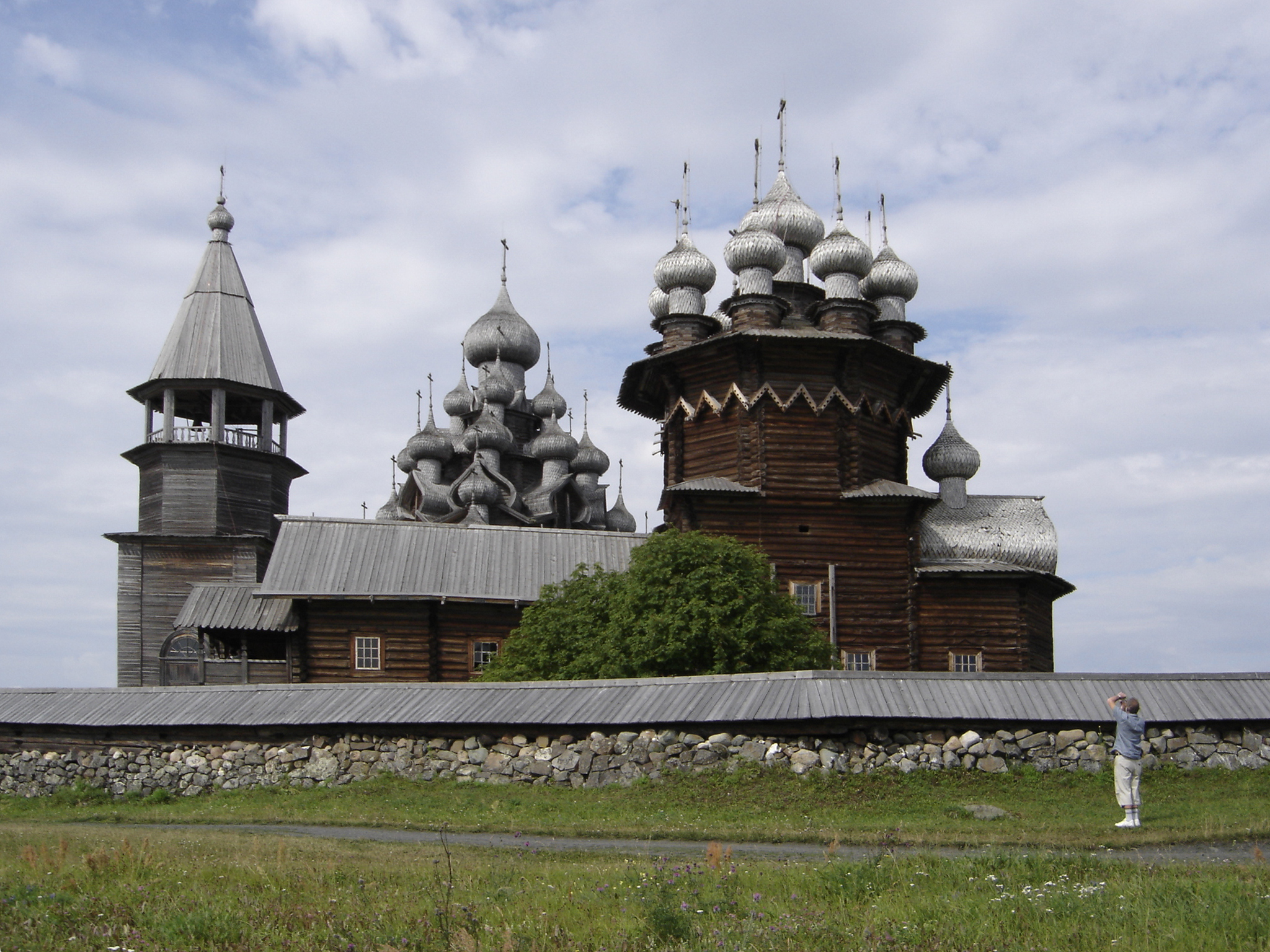
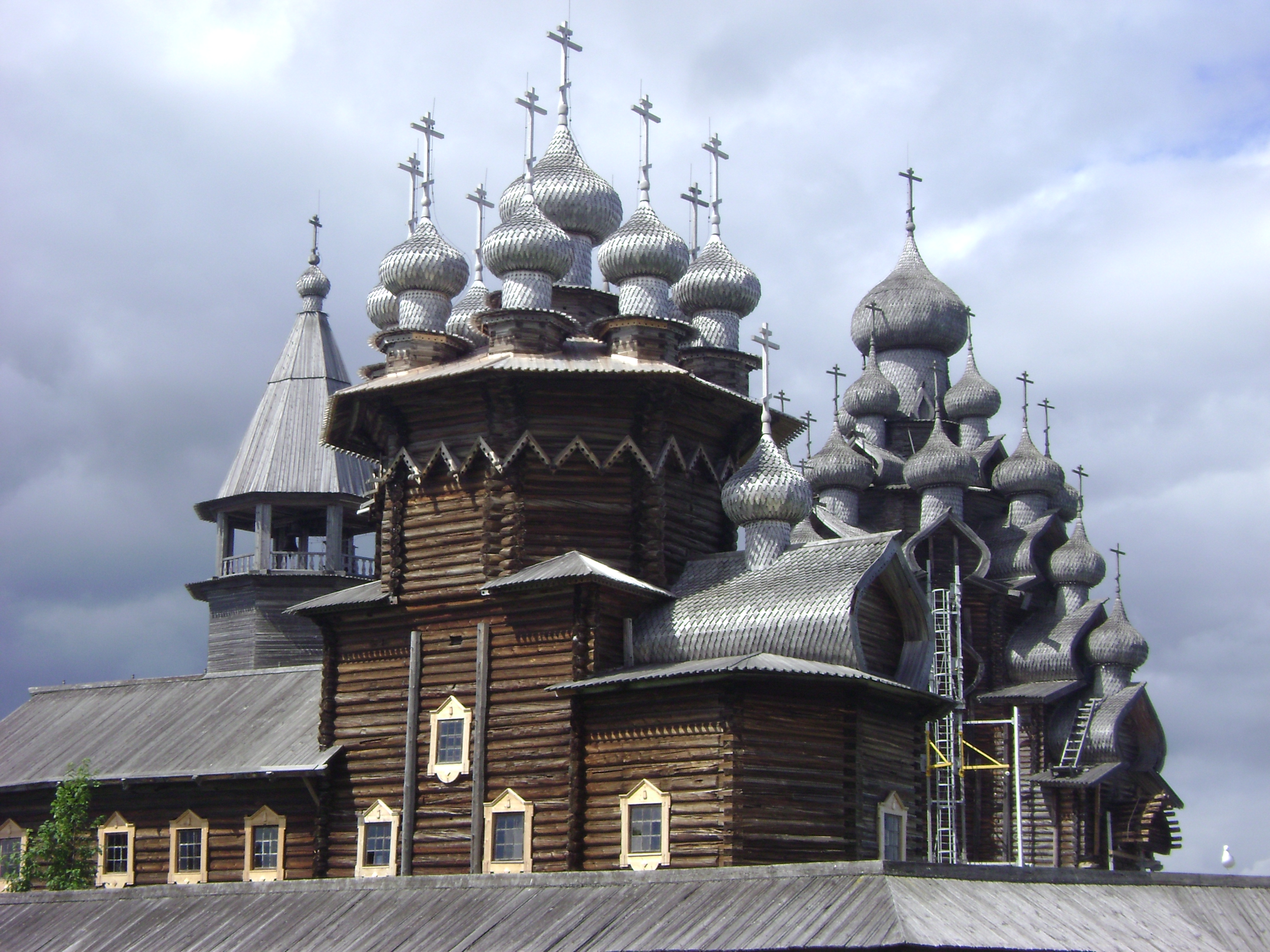
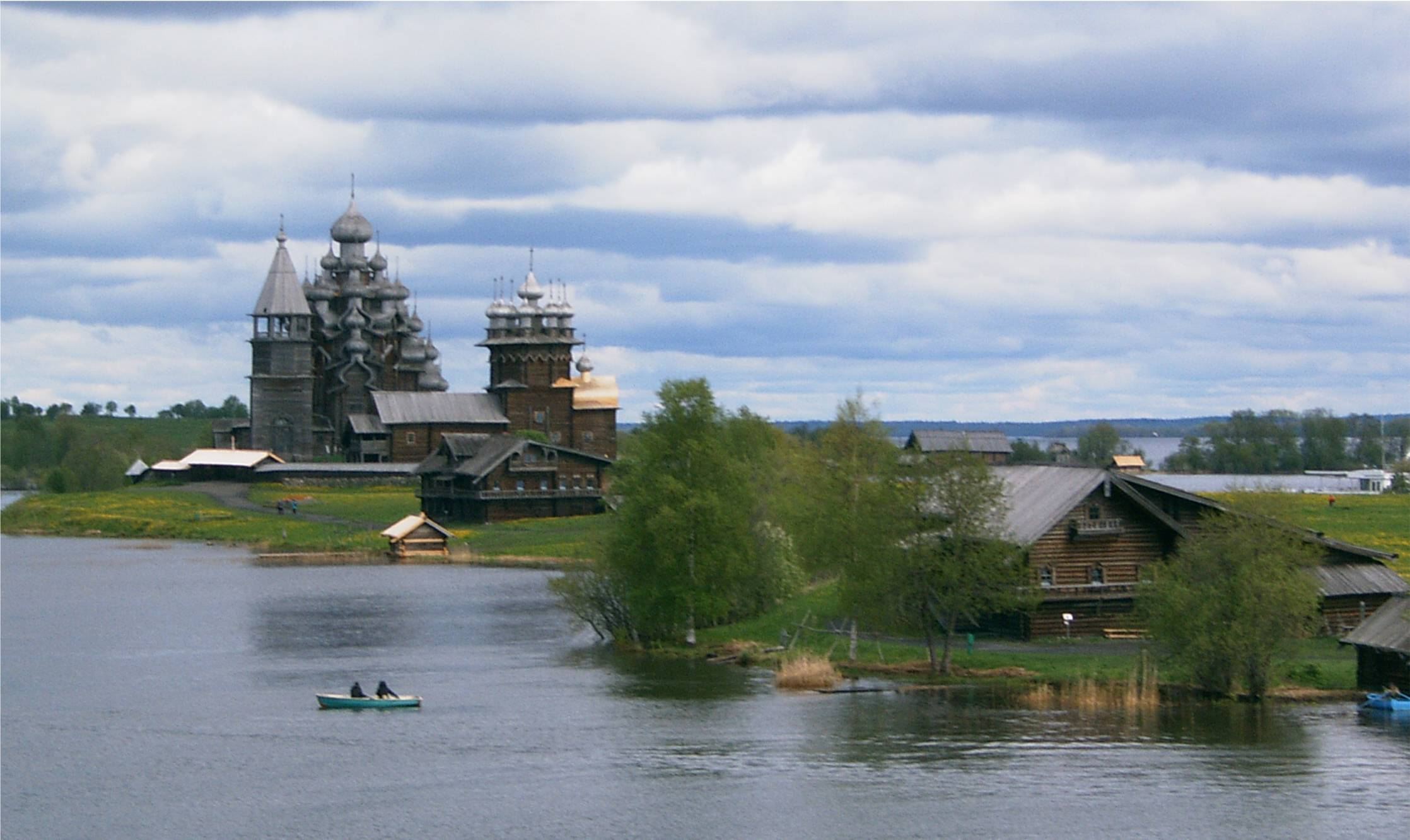